# Frkljevci
Frkljevci är en ort i Kroatien.   Den ligger i länet Slavonien, i den östra delen av landet, 160 km öster om huvudstaden Zagreb. Frkljevci ligger 125 meter över havet och antalet invånare är 385.
Terrängen runt Frkljevci är kuperad åt nordväst, men åt sydost är den platt. Runt Frkljevci är det ganska glesbefolkat, med 23 invånare per kvadratkilometer. Närmaste större samhälle är Slavonski Brod, 19,0 km sydost om Frkljevci. Trakten runt Frkljevci består till största delen av jordbruksmark.